# Pokon
Pokon is een merk plantenvoedsel dat wordt geproduceerd door het bedrijf Pokon Naturado, gevestigd in Veenendaal.

## Geschiedenis
Het bedrijf werd in 1929 opgericht als Kunstmesthandel Bendien, genoemd naar Hermanus Pieter Bendien, de eigenaar ervan. Het produceerde een kunstmest, die fosfor (P), kalium (K) en stikstof (N) bevatte. De letters van de elementen leidden tot de merknaam Pokon. De mest werd gebruikt als voedsel voor kamerplanten. Plantenvoedsel is nodig om de aarde in de pot niet te doen uitputten.
Het eerste product bevatte minstens 65 procent aan voedingsstoffen. Andere producten in die tijd hadden rond de elf procent voedingsstoffen. Hierdoor was het product Pokon veel duurder (3 gulden) dan bestaande producten (30 cent).
De eerste Pokon-fabriek stond in Naarden aan de Thierensweg waar eerst een fruit- en eierveiling gevestigd was. Ze verhuisden in 1991 naar Gooimeer 7 aan de A1, waar Chrysal nog steeds zit.
Na de Tweede Wereldoorlog kwam Hermanus Pieter junior als mede-eigenaar in de zaak en werd het bedrijf Bendien N.V. genoemd.
In de jaren vijftig werd Bendien de importeur van Chrysal, de Belgische producent van voedsel voor snijbloemen. Chrysal werd na de oorlog uitgevonden door de Belg ir. Camille Buijs. Diens bedrijf werd in 1980, toen hij overleed, samengevoegd met het bedrijf van Bendien.
Omdat Pokon een lange tijd het enige merk is geweest dat plantenvoedsel op de markt bracht, is het merk ook als soortnaam in zwang geraakt en als zodanig in de Nederlandse taal ingeburgerd geraakt. In de jaren tachtig werd Pokon ook bedrijfsnaam en sprak men eerst van Pokon Chrysal Bendien N.V. en later van Pokon Chrysal International. Het was toen eigendom van de familie Hofman.
Begin 2007 fuseerde Pokon-Chrysal met het Zweedse bedrijf Vitabric, eveneens een producent van bloemenvoeding. Nu werd de eigendom van het bedrijf gedeeld door de familie Hofman, Vitabric en de Scandinavische investeringsmaatschappij Credus. In 2007 werd het onderdeel Pokon verkocht aan de Nederlandse participatiemaatschappij Synergia, die eigenaar is of is geweest van de meest uiteenlopende bedrijven, zoals de Schoenenreus en de Van Dobben- en Kwekkeboom-kroketten. Het onderdeel Chrysal ging onder de oorspronkelijke eigenaar verder. De oorzaak van de splitsing was onder meer dat Pokon zich op de consumentenmarkt richtte, terwijl Chrysal zich op de zakelijke markt concentreerde, zoals telers van en handelaren in snijbloemen.
In 2008 fuseerde Pokon met Naturado.
Pokon is onder juristen bekend van het Pokon/Substral-arrest (HR 29-03-1985) over vergelijkende reclame.